# Androcharta rubricincta
Androcharta rubricincta là một loài bướm đêm thuộc phân họ Arctiinae, họ Erebidae.